# 刀劍神域
《刀劍神域》，官方簡稱，是川原礫撰寫、abec繪製插畫的日本輕小說作品，由電擊文庫於2009年4月出版發行。中文繁體版由台灣角川發行；中文簡體版則是天聞角川發行。統計至2022年6月，全世界發行量正式突破3,000萬本。

## 歷史
《刀劍神域》原本是川原礫為了參加2002年電擊遊戲小說大獎而撰寫的長篇小說，但由於文章過長而無法參加，之後改為在網路上以「九里史生」名義連載。連載的時間是2002年11月－2008年7月，2004年開始受到大量關注，2005年開始連載最長的故事「Alicization篇」。在為了轉換心情而寫的《加速世界》獲得第15回電擊小說大獎大賞後，讀過本作的責任編輯三木一馬就提議將本作在電擊文庫正式出版。文庫版本是將網路版本的內容加以潤色或重寫而成。在決定出版後，作者將網站上本系列已連載結束的章節刪除，並在網站上發佈「通知」，將出版經過告知讀者。在將原先網路版在電擊文庫出版完成之後，川原礫繼續創作了後續全新的Unital Ring篇章。
標題《刀劍神域》亦是作品中登場的網路遊戲，作品名和遊戲名都同樣簡稱為「SAO」。作者表示這部分有受自己玩的網路創世紀天堂和仙境傳說影響。
《電擊文庫MAGAZINE》從2010年9月號（Vol.15）開始連載中村貯子作畫的漫畫版和南十字星作畫的搞笑四格漫畫《小刀劍神域》（日语：そーどあーと☆おんらいん。）。
在2011年10月發表將製作動畫版與遊戲版，動畫版製作由A-1 Pictures，於2012年7月開始播放，对应原作的SAO篇、ALO篇與SAOP篇第一卷前半部分。與原作不同，動畫版SAO篇以發生的時間順序將原作的各短篇插入本篇中演出。
由於SAO篇的第1篇（即第1卷的内容）創作時間較早，系列創作時間跨度大，導致部分章節前後冲突（其中以和人與明日奈的關係為主）。作者於2011年開始重新撰寫艾恩葛朗特篇攻略戰的故事，借用在當初創作SAO篇後所接觸過的網絡遊戲經歷，修改刀劍神域的遊戲系統並把遊戲系統變得更現代化，對第1卷之後出現的SAO前期情節重新整合，命名為，即《刀劍神域Progressive》，簡稱「SAOP」，並於2012年將第1層、第2層內容集結，出版了第1卷，截至2021年7月出版了第8卷。但其中部分故事情節與原篇第1卷、第2卷及第8卷形成了矛盾，在後來的Unital Ring篇章中也提到了SAOP中桐人、亞絲娜和基茲梅爾的故事，在OS的前傳及附於其后的時間線中也將SAOP作為SAO線的一部分，其網路外傳Sugary Days1-8（ME10-16,18）中也提到了兩人與精靈戰爭任務一事，電擊文庫的「作中年表」中也將SAOP放入主綫。

## 故事大綱
|                                 | 這雖然是遊戲，但可不是鬧著玩的。 |
| ——「SAO刀劍神域」設計者茅場晶彦 |                                  |

2022年5月，大廠牌電子機械製造商ARGUS發佈了能夠實現虛擬實境的機器NerveGear，人們可以通過NerveGear進行完全潛行以進入虛擬世界。
不久，全球首款虛擬實境大型多人線上角色扮演遊戲《刀劍神域》在經過大約一千人參加的封閉測試后正式發佈，首次共限量發售一萬份。《刀劍神域》於2022年11月6日下午1時正式開始營運。
艾恩葛朗特篇（Aincrad）
第1部。小說版：第1、2卷、第8卷圈内事件，Progressive、網路漫畫ME01攻略者們；動畫版：第1－14話（第1季）
桐人（桐谷和人）是使用NerveGear遊玩VRMMORPG「Sword Art Online」的玩家之一，很幸運的參與過封閉測試和成功買下了正式版。在正式營運當天（2022年11月6日），包括桐人在內的約一萬名玩家就馬上「完全潛行」進入正式版的SAO，享受著虛擬世界的樂趣。
然而，四小時多後部分玩家們發現登出的指令消失了，認為只是系統暫時出錯的桐人以及開始陷入混亂的所有玩家都被傳送到起始城鎮的大廣場，但空中傳來的不是衆人等待許久的故障公告，而是自稱是SAO遊戲設計者「茅場晶彥」的人淡淡開始的死亡遊戲說明：不能登出是遊戲的正常現象，只有打倒位於「艾恩葛朗特頂樓第100層的最終頭目」——達成完全攻略——才是離開這個世界唯一的方法。並且，在遊戲內死去或是在强行現實世界中脫下NerveGear，玩家在現實世界中的腦部會被NerveGear所發出的高頻率微波破壞而死亡。
由於恐懼的影響，最初的一個月內死亡人數就突破了約2000人，但玩家們終究習慣了這個真實存在的異世界。兩年後的2024年10月18日，尚有6000多名玩家存活，最前線已推進到第74層，桐人在第74層中，在隊友撐住10秒鐘後，使出了二刀流，並打倒了頭目——閃耀魔眼。在第75層中，桐人發現血盟騎士團的團長——「希茲克利夫」就是最終頭目「茅場晶彥」……
Progressive
第1部前傳。小說版：《刀劍神域Progressive》全系列；動畫版：第2話（第1季）、《刀劍神域劇場版 -Progressive- 無星夜的詠嘆調》、《刀劍神域劇場版 -Progressive- 陰沉薄暮的詼諧曲》
死亡遊戲SAO開始後的一個月（2022年12月2日），第一層還沒有被攻略，而死亡人數卻已高達約兩千人，封測玩家與一般玩家也陷入對立。此時，自稱騎士的玩家迪亞貝爾主導舉行首次的頭目攻略戰。桐人在首次的攻略戰會議中與幫忙的少女亞絲娜組成了二人組。但是迪亞貝爾因為在第一層頭目攻略戰中身故，為了降低一般玩家對封測玩家的仇恨，桐人將對封測玩家的惡名將仇恨集中在自己身上，并被稱爲「封弊者」。失去領導的攻略玩家們也因為攻略方針的不同而徹底分裂為二個派別，暗下又有「煽動PK集團」製造兩集團閒的對立。桐人與亞絲娜在攻略集團當中地位微妙，在對煽動PK集團造成的攻略集團不同派別之間的暗潮洶湧居中協商而奔走的同時亦自行前往挑戰攻略艾恩葛朗特。
妖精之舞篇（Fairy Dance）
第2部。小說版：第3、4卷；動畫版：第15－25話（第1季）
經過桐人（桐谷和人）和希茲克利夫在艾恩葛朗特75層的死鬥後，包括桐人在內的約六千名SAO玩家，成功生還回到現實世界。但包括明日奈在內，尚有約三百名玩家仍然昏迷不醒。SAO的營運公司「ARGUS」也被明日奈父親的公司「RECT」收購。
在2025年1月19日，和人探望仍昏迷不醒的明日奈時，遭到須鄉伸之（明日奈父親的養子）的鄙視挑釁而意志消沉。之後，和人被艾基爾告知了亞絲娜可能被囚禁在另一款VRMMORPG「ALfheim Online」的情報。桐人為了解救亞絲娜而進入了該遊戲，初到這異世界時，遇見了自己的表妹莉法（桐谷直葉）……
幽靈子彈篇（Phantom Bullet）
第3部，網路版名稱為「死槍篇」。小說版：第5、6卷；動畫版：第1－14、14.5話（第2季）
在ALO事件結束後的數個月（2025年12月），菊岡誠二郎以半威脅半利誘的方式委託桐人（桐谷和人）協助調查發生在VR射擊遊戲「Gun Gale Online」內的奇異事件：「自稱『死槍』的玩家擁有槍擊遊戲內角色而殺死現實玩家的能力。」
第一次進入這陌生的世界的桐人，首先須適應的是自己成了長髮偽娘的虛擬體，而在一陣手忙腳亂之中，遇有著天藍色短髮的女孩伸出援手，與桐人聯手挑戰「死槍」……
聖劍篇
外傳。小說版：第8卷聖劍篇；動畫版：第15－17話（第2季）
在「死槍事件」結束後，桐人回到ALO進行遊戲，來自GGO的新夥伴「詩乃」也在ALO 建立了新角色——貓妖族弓箭手後加入了桐人的隊伍。2025年12月28日，一行人決定前往ALO的「幽茲海姆」，目標取得最稀有道具「斷鋼神劍」的新冒險。本篇故事的神話設定取自《詩體埃達》的《皇家手稿 - 索列姆之歌》。
聖母聖詠篇（Mother's Rosario）
外傳。小說版：第7卷；動畫版：第18－24話（第2季）
「死槍事件」結束的數週後（2026年1月）。在某次ALO大型改版時，導入了嶄新的「原創劍技」系統。而在ALO的艾恩葛朗特24層出現一名謎樣女孩，她以自己前所未見的十一連擊原創劍技作為賭注與别人進行决鬥。擊敗了甚至包含沒有使用二刀流的桐人在內的60名玩家，而贏得「絕劍」的稱號。
對此產生興趣的亞絲娜開始尋找這位擁有比桐人更快反應速度的玩家。在亞絲娜與她對決後，這名女孩邀請亞絲娜加入自己的隊伍，並拜托亞絲娜一件讓亞絲娜意想不到的事情。同时意外的牽扯出這名女孩背後一連串的故事。
序列爭戰（Ordinal Scale）

是原作川原礫依據《刀劍神域》小說為基礎的全新作品，並以電影化方式製作。
2026年4月，劃時代的新型擴增實境專用可穿戴式裝置「Augma」，搭配《序列爭戰》（OS）開始販售。
劇情主軸承接聖母聖詠篇和Alicization篇之間。
Alicization篇（Alicization）
第4部前半部分（人界篇）。小說版：第9－14卷；動畫版：第1－24話（第3季第1部）
「死槍事件」結束的半年後（2026年6月下旬），和人答應菊岡誠二郎去參加新款OLG的測試。沒想到在打工空檔時，在現實世界中竟遇上SAO時的殺人公會「微笑棺木」、也是「死槍」的餘黨前來復仇。在和人負傷送醫後，從病房中消失。明日奈為了尋找和人，找上茅場晶彥的戀人——神代凜子尋求其協助。
Alicization Underworld大戰篇（Alicization War of Underworld）
第4部後半部分（大戰篇），簡稱。小說版：第15－18卷；動畫版：第25－47話（第3季第2、3部）
桐人與企圖將人界人民變成可怕兵器的「公理教會」最高司祭以及身為人界統治者系統管理者亞多米尼史特蕾達的艱苦戰鬥胜利的代價是尤吉歐過世與本身失去意志，而「整合騎士」愛麗絲帶著桐人返回盧利特村過著與世無爭的生活。之後，知情人界與暗黑界的全面戰爭一觸即發的愛麗絲帶著桐人前往戰場。另一方面在現實世界中設置Underworld的設施「Ocean Turtle」受到神祕襲擊者們的占領，明日奈為鼓勵失意且靈魂受損的桐人和回收完成型的人工智慧愛麗絲決定登入Underworld。然而，襲擊者們的指揮官加百列為取得人工摇光的完成品，也以「闇神貝庫達」身分登入Underworld並擬以侵略人界奪取愛麗絲，即使如此為拉大對抗愛麗絲隸屬的人界軍戰力落差卻因為明日奈以「創世神史提西亞」之姿降臨參戰而扭轉。因海外VRMMO玩家大量投入的策略使得雙方陷入混亂，愛麗絲不幸地被加百列以趁火打劫的方式綁架，而人界軍與闇之國軍暫時停戰遂共同對抗紅色軍團，在那裡出現的是同樣化身「地神提拉利亚」和「太陽神索魯斯」的莉法與詩乃，響應結衣的願望而前來營救的克萊因等日本VRMMO玩家們。再次進入戰況當中的是加百列的部下以及身為SAO最壞的殺人魔PoH（瓦沙克）率領全新的勢力，對著亞絲娜等人窮追不捨。
Moon Cradle篇（Moon Cradle）
第4部外傳。小說版：第19、20卷
桐人與亞絲娜被困在極限加速狀態的Underworld中二百年間初期發生的故事。
隨著Underworld大戰的終結，人界與暗黑界的居民開始往來，作為人界代表的桐人認為和平的日子不會長久，為免爭端的發生而與亞絲娜將現實世界的科學技術引進Underworld中。在人界曆382年2月，來自闇之國的旅客不幸被捲入在人界中不應該會發生的殺人事件，在這事態之際桐人開始與成為見習整合騎士的學妹羅妮耶共同搜查。
Unital Ring篇（Unital Ring）
第5部。小說版：第21卷、第23- 卷
桐人與亞絲娜從Underworld回歸現實世界一個半月後（2026年9月下旬），在現實世界獲得身軀的愛麗絲身處在ALO小木屋中的桐人與亞絲娜身旁，卻不幸地突然被強制轉移到謎一般的遊戲「Unital Ring」中。強制轉移開啟了來自超過數百種虛擬世界將近數十萬玩家規模人數的殘酷開放世界生存遊戲的序幕。與此同時，RATH發現有不明人士入侵Underworld的痕跡，菊岡誠二郎委託桐人等人再次登入二百年後的Underworld調查。

## 登場人物
桐人／桐谷和人（Kirito／Kirigaya Kazuto，聲：松岡禎丞（日本）；李致林（香港）；宋昱璁（台灣）；曹旭鹏（中國大陸））
主角。SAO開始時（2022年11月）是14歲，2年後（2024年10月）的故事本篇是16歲，現在（2026年9月）是18歲。與亞絲娜屬於情侶關係。
名副其實的重度網路遊戲玩家。擁有超群的反射神經和洞察力。因為在正式版的SAO運行後立即完全潛行而被捲入死亡遊戲，以此為開端牽扯進各種的虛擬世界事件。
亞絲娜／結城明日奈（Asuna／Yuuki Asuna，聲：戶松遙（日本）；詹健兒（香港）；丘梅君（台灣）；閻萌萌（中國大陸））
女主角。SAO開始時（2022年11月）是15歲，2年後（2024年10月）的故事本篇是17歲，現在（2026年9月）是19歲。與桐人屬於情侶關係。
一時好奇借用哥哥的NerveGear玩SAO，是個網路遊戲新手甚至直接用現實的真名取作遊戲角色的名字。捲入死亡遊戲後內心一直帶著被現實世界拋開的恐懼與不安而未曾好眠，直到認識「活在」SAO裡的桐人後改變想法，也因此喜歡上桐人。擁有SAO女性玩家中少見的美麗容貌，並靠實力當上最強公會「血盟騎士團」的副團長。

## 世界觀設定
本作的世界，設定在全感覺連線（完全潛行）剛開始普及化的近未來（作中時代背景為2020年代）。前後共出現了兩種完全潛行技術。
NerveGear
第一款民生用完全潛行機器，外型類似包覆頭部的拳擊用護具，艾恩葛朗特篇涉及的重要道具。基礎設計者為茅場晶彥，使用時和使用者的腦部連接，直接對腦部傳送虛擬五感來生成虛擬實境，並同時回收腦部發給身體的電子訊號。使用者就算在虛擬世界內運動，真實的身體也毫無影響。
以家用遊戲機名義發售，在市場上創下極佳的銷售紀錄。
由於其電磁波輸出功率上限足以破壞人腦，所以SAO事件發生後，被認定為惡魔的機器，因此大多被回收銷毀，但依然有少數被私人保存下來。
AmuSpere
在SAO事件爆發之後，由RECT開發成功的潛行機器，外觀呈現圓環狀，標榜「絕對安全」。基本架構和NerveGear相似，可以視為前者的性能縮限版，兩者之間的適用軟體程式也能交互通用，但基於安全性需求而對輸出功率做出了相當大的限制，同時亦增設了許多監控身體狀況的機能，不過也因為基於安全需求做出的限制，在效能表現上不如NerveGear。
Medicuboid
醫療用完全潛行機器，名稱由來為「醫療」和「方塊」的組合字。NerveGear的延伸型，基礎設計出自茅場晶彥，開發者為神代凜子。
Soul TransLator
簡稱，由企業「RATH」所研發的實驗機，開發者為比嘉健。並不是與腦連接的介面，而是透過量子通訊達成跟靈魂溝通的可能的介面。
Sword Art Online
縮寫為，故事第一部的舞台。世上第一款完全潛行的VRMMORPG（虛擬實境大規模線上角色扮演遊戲），沒有魔法技能，也幾乎沒有遠距離的技能，但有獨特的劍技系統。
其設計者茅場晶彥，在SAO正式營運的首日綁架了所有（將近一萬名）玩家成為NerveGear的囚犯，並宣布SAO死亡遊戲化，以達成自己理想的「真正的異世界」。
遊戲開始兩年後，桐人成功攻略遊戲，大多數倖存者（生還者總數為6147人）被平安釋放，遊戲的舞台自動崩潰，同時原SAO伺服器自動格式化。在ALO事件後，主舞臺艾恩葛朗特被重建並整合到ALO之中。
ALfheim Online
縮寫為，原意為妖精國度（詳見亞爾夫海姆），第二部的主要舞台。SAO事件發生後上市的遊戲，核心技術源自SAO，許多資料可以互通。最大特徵是由於搭載飛行引擎，玩家化身為妖精而擁有翅膀，能以肉身翱翔天際。
由於須鄉伸之的陰謀，遊戲中囚禁有從SAO釋放的300多名倖存者（包括亞絲娜），並持續對他們進行人腦實驗。
須鄉事件後，由參與過遊戲的玩家組建新運營商「Ymir」繼續營運，並從遊戲資料中恢復了原SAO玩家的部分資料，之後更導入了包含浮游城艾恩葛朗特和劍技系統等SAO的設計並作出了調整。
Gun Gale Online
縮寫為，第三部與《刀劍神域外傳 Gun Gale Online》的舞台。
類型為FPS與RPG混合的虛擬實境遊戲，以須鄉事件後散佈出的The Seed 程式包創造。
最大的特色是遊戲中的金錢可直接轉換成真實世界可用的電子貨幣。
桐谷和人受菊岡誠二郎委託，進入此世界調查死槍事件。
飛鳥帝國（Asuka Empire）
縮寫為，《刀劍神域外傳 Clover's Regret》和第22卷Sisters' Prayer的舞台。
Underworld
縮寫為（命名源自《愛麗絲夢遊仙境》的原稿命名「愛麗絲地底之旅」），第四部的主要舞台。
神秘企業「RATH」通過複製人類的搖光（位於人類腦細胞細胞骨架中的量子光，被認為是靈魂）並藉助The Seed所創建的模擬世界，通過搖光模擬人類發展過程，借此制出自律學習型人工智慧用於無人武器。而和人先以打工的名義屏蔽原有記憶進入此世界輔助培養搖光的人格發展，後來被「微笑棺木」的餘黨金本敦襲擊後，被秘密轉送至RATH總部「Ocean Turtle」（語出於《愛麗絲夢遊仙境》第9章中的假海龜）並直接完全潛行。
Unital Ring
縮寫為，第五部的主要舞台。

## 出版書籍

### 輕小說

#### 日本
| 卷數     | 日文標題 | 發售日期       | ISBN                   | 篇章 / 備註 | 故事舞台              |
| -------- | -------- | -------------- | ---------------------- | --- | --------------------- |
| 1        |          | 2009年4月10日  | ISBN 978-4-04-867760-8 | 第1篇，對應Web版第1篇 | SAO                   |
| 2        |          | 2009年8月10日  | ISBN 978-4-04-867935-0 | 第1篇，對應Web版短篇集： - 外傳1 黑色劍士（，SAO） - 外傳3 心的温度（，SAO） - 外傳2 Four days（文庫版更名為「朝露之少女」）（，SAO） - 外傳6 红鼻子麋鹿（，SAO） | SAO                   |
| 3        |          | 2009年12月10日 | ISBN 978-4-04-868193-3 | 第2篇，對應Web版第2篇序章、第1章－第3章 | ALO                   |
| 4        |          | 2010年4月10日  | ISBN 978-4-04-868452-1 | 第2篇，對應Web版第2篇第3章-第4章、終章 | ALO                   |
| 5        |          | 2010年8月10日  | ISBN 978-4-04-868763-8 | 第3篇，對應Web版第3篇序章、第1章－第4章 | GGO                   |
| 6        |          | 2010年12月10日 | ISBN 978-4-04-870132-7 | 第3篇，對應Web版第3篇第5章、終章 | GGO                   |
| 7        |          | 2011年4月10日  | ISBN 978-4-04-870431-1 | 對應Web版外傳： - 外傳4 （，ALO） | 新生ALO               |
| 8        |          | 2011年8月10日  | ISBN 978-4-04-870733-6 | 對應Web版短篇集： - 外傳5 圈內事件（，SAO） - 聖劍篇（，ALO） - 起始之日（はじまりの日，SAO）                                                                                 | SAO、新生ALO          |
| 9        |          | 2012年2月10日  | ISBN 978-4-04-886271-4 | 第4篇，對應Web版第4篇第1章－第3章 | UW                    |
| 10       |          | 2012年7月10日  | ISBN 978-4-04-886697-2 | 第4篇，對應Web版第4篇第4章-第5章 | UW                    |
| 11       |          | 2012年12月10日 | ISBN 978-4-04-891157-3 | 第4篇，對應Web版第4篇第5章-第6章 | UW                    |
| 12       |          | 2013年4月10日  | ISBN 978-4-04-891529-8 | 第4篇，對應Web版第4篇第6章 | UW                    |
| 13       |          | 2013年8月10日  | ISBN 978-4-04-891757-5 | 第4篇，對應Web版第4篇第6章 | UW                    |
| 14       |          | 2014年4月10日  | ISBN 978-4-04-866505-6 | 第4篇，對應Web版第4篇第7章 | UW                    |
| 15       |          | 2014年8月9日   | ISBN 978-4-04-866775-3 | 第4篇，對應Web版第4篇第7章、轉章II、第8章 | UW                    |
| 16       |          | 2015年8月8日   | ISBN 978-4-04-865307-7 | 第4篇，對應Web版第4篇第8章 | UW                    |
| 17       |          | 2016年4月9日   | ISBN 978-4-04-865883-6 | 第4篇，對應Web版第4篇第8章 | UW                    |
| 18       |          | 2016年8月10日  | ISBN 978-4-04-892250-0 | 第4篇，對應Web版第4篇第8章 | UW                    |
| 19       |          | 2017年2月10日  | ISBN 978-4-04-892668-3 | 第4篇外傳，對應Web版第4篇外傳1： - 外傳7 月之搖籃（月の揺りかご，UW） | UW                    |
| 20       |          | 2017年9月8日   | ISBN 978-4-04-893283-7 | 第4篇外傳，對應Web版第4篇外傳2： - 外傳7 月之搖籃2（月の揺りかご2，UW） | UW                    |
| 21       |          | 2018年12月7日  | ISBN 978-4-04-912211-4 | 第5篇，本篇為全新創作 | 新生ALO、UR           |
| 22       |          | 2019年10月10日 | ISBN 978-4-04-912675-4 | 短篇集： - The day before （ザ・デイ・ビフォア，SAO） - The day after （ザ・デイ・アフター，ALO） - 彩虹橋（，ALO） - Sisters' Prayer（AE）                                                           | SAO、新生ALO、AE      |
| 23       |          | 2019年12月10日 | ISBN 978-4-04-912891-8 | 第5篇，本篇為全新創作 | GGO、UR               |
| 24       |          | 2020年5月9日   | ISBN 978-4-04-913155-0 | 第5篇，本篇為全新創作 | UR、UW                |
| 25       |          | 2020年12月10日 | ISBN 978-4-04-913531-2 | 第5篇，本篇為全新創作 | UR、UW                |
| 26       |          | 2021年10月8日  | ISBN 978-4-04-914035-4 | 第5篇，本篇為全新創作 | UR、UW                |
| 27       |          | 2022年10月7日  | ISBN 978-4-04-914622-6 | 第5篇，本篇為全新創作 | UR、UW                |
| 28       |          | 2024年6月7日   | ISBN 978-4-04-915556-3 | 第5篇，本篇為全新創作 | UR、UW                |
| （SAOP） |          |                |                        | |                       |
| 1        |          | 2012年10月10日 | ISBN 978-4-04-886977-5 | 重寫第1篇（艾恩葛朗特篇），本篇為第1篇前傳 - 無星夜的詠嘆調（星なき夜のアリア） - 鬍子的理由（ヒゲの理由） - 幻矓劍之迴旋曲（儚き剣のロンド）                                                             | SAO艾恩葛朗特第1至2層 |
| 2        |          | 2013年12月10日 | ISBN 978-4-04-866163-8 | 第1篇前傳（艾恩葛朗特篇無敘述） 黑白的協奏曲（黒白のコンチェルト） | SAO艾恩葛朗特第3層    |
| 3        |          | 2014年12月10日 | ISBN 978-4-04-869096-6 | 第1篇前傳（艾恩葛朗特篇無敘述） 泡影的船歌（） | SAO艾恩葛朗特第4層    |
| 4        |          | 2015年12月10日 | ISBN 978-4-04-865566-8 | 第1篇前傳（艾恩葛朗特篇無敘述） 陰沉薄暮的詼諧曲（） | SAO艾恩葛朗特第5層    |
| 5        |          | 2018年2月10日  | ISBN 978-4-04-893613-2 | 第1篇前傳（艾恩葛朗特篇無敘述） 黃金定律的卡農（） | SAO艾恩葛朗特第6層    |
| 6        |          | 2018年5月10日  | ISBN 978-4-04-893797-9 | 第1篇前傳（艾恩葛朗特篇無敘述） 黃金定律的卡農（） | SAO艾恩葛朗特第6層    |
| 7        |          | 2021年3月10日  | ISBN 978-4-04-913677-7 | 第1篇前傳（艾恩葛朗特篇無敘述） 赤紅焦熱的狂想曲（） | SAO艾恩葛朗特第7層    |
| 8        |          | 2021年6月10日  | ISBN 978-4-04-913830-6 | 第1篇前傳（艾恩葛朗特篇無敘述） 赤紅焦熱的狂想曲（） | SAO艾恩葛朗特第7層    |
| 9        |          | 2025年3月7日   | ISBN 978-4-04-916182-3 | 第1篇前傳（艾恩葛朗特篇無敘述） （青き水月のノクターン） | SAO艾恩葛朗特第8層    |
|          |          |                |                        | |                       |
| 1        |          | 2016年11月10日 | ISBN 978-4-04-892487-0 | 渡瀨草一郎創作、川原礫監修的衍生作品小說。 | AE                    |
| 2        |          | 2018年1月10日  | ISBN 978-4-04-893594-4 | 渡瀨草一郎創作、川原礫監修的衍生作品小說。 | AE                    |
| 3        |          | 2018年8月10日  | ISBN 978-4-04-893971-3 | 渡瀨草一郎創作、川原礫監修的衍生作品小說。 | AE                    |
|          |          |                |                        | |                       |
| 1        |          | 2017年3月4日   |                        | 川原礫所寫、劇場上映第3週來場者發送的特典小說。 | SAO                   |
|          |          |                |                        | |                       |
| 1        |          | 2021年11月13日 |                        | 川原礫所寫、劇場上映第3週來場者發送的特典小說。 | SAO艾恩葛朗特第1层    |
|          |          |                |                        | |                       |
| 1        |          | 2023年11月10日 | ISBN 978-4-04-915348-4 | 由作者川原礫監修，多位作者和插畫家所創作的刀劍神域短篇小說合輯。                                                                                                  |                       |

#### 中文區
| 卷数     | 中文版書名                                           | 中文版書名                       | 出版資訊                                                                                                | 出版資訊                                                         | 出版資訊               | 出版資訊                            |
| 卷数     | 臺灣/ 香港                                           | 中国大陆                         | 臺灣/ 香港                                                                                              | 臺灣/ 香港                                                       | 中国大陆               | 中国大陆                            |
| 卷数     | 臺灣/ 香港                                           | 中国大陆                         | ISBN | 发售日期                                                         | ISBN                   | 发售日期                            |
| -------- | ---------------------------------------------------- | -------------------------------- | --- | ---------------------------------------------------------------- | ---------------------- | ----------------------------------- |
| 1        | Sword Art Online 刀劍神域 (1) 艾恩葛朗特             | 刀剑神域1 艾恩葛朗特             | ISBN 978-986-237-399-6                                                                                  | 2009年12月26日                                                   | ISBN 978-7-5356-4626-2 | 2011年8月5日                        |
| 2        | Sword Art Online 刀劍神域 (2) 艾恩葛朗特             | 刀剑神域2 艾恩葛朗特             | ISBN 978-986-237-586-0                                                                                  | 2010年4月28日                                                    | ISBN 978-7-5356-4757-3 | 2011年10月20日                      |
| 3        | Sword Art Online 刀劍神域 (3) 妖精之舞               | 刀剑神域3 妖精之舞               | ISBN 978-986-237-824-3                                                                                  | 2010年9月8日                                                     | ISBN 978-7-5356-4851-8 | 2011年12月5日                       |
| 4        | Sword Art Online 刀劍神域 (4) 妖精之舞               | 刀剑神域4 妖精之舞               | ISBN 978-986-237-916-5                                                                                  | 2010年11月26日                                                   | ISBN 978-7-5356-5080-1 | 2012年2月5日                        |
| 5        | Sword Art Online 刀劍神域 (5) 幽靈子彈               | 刀剑神域5 幽灵子弹               | ISBN 978-986-287-021-1                                                                                  | 2011年1月28日                                                    | ISBN 978-7-5356-5289-8 | 2012年5月5日                        |
| 6        | Sword Art Online 刀劍神域 (6) 幽靈子彈               | 刀剑神域6 幽灵子弹               | ISBN 978-986-287-154-6                                                                                  | 2011年5月20日                                                    | ISBN 978-7-5356-5413-7 | 2012年7月5日                        |
| 7        | Sword Art Online 刀劍神域 (7) 聖母聖詠               | 刀剑神域7 圣母圣咏               | ISBN 978-986-287-405-9                                                                                  | 2011年11月2日                                                    | ISBN 978-7-5356-5517-2 | 2012年8月20日                       |
| 8        | Sword Art Online 刀劍神域 (8) Early and late         | 刀剑神域8 Early and Late         | ISBN 978-986-287-549-0                                                                                  | 2012年2月1日                                                     | ISBN 978-7-5356-5584-4 | 2012年9月5日                        |
| 9        | Sword Art Online 刀劍神域 (9) Alicization beginning  | 刀剑神域9 Alicization Beginning  | ISBN 978-986-287-820-0                                                                                  | 2012年8月9日                                                     | ISBN 978-7-5356-5651-3 | 2012年10月20日                      |
| 10       | Sword Art Online 刀劍神域 (10) Alicization Running   | 刀剑神域10 Alicization Running   | ISBN 978-986-325-155-2                                                                                  | 2013年2月14日                                                    | ISBN 978-7-5356-6008-4 | 2013年2月25日                       |
| 11       | Sword Art Online 刀劍神域 (11) Alicization turning   | 刀剑神域11 Alicization Turning   | ISBN 978-986-325-535-2                                                                                  | 2013年8月16日                                                    | ISBN 978-7-5356-6280-4 | 2013年7月11日 CCG首发 2013年7月20日 |
| 12       | Sword Art Online 刀劍神域 (12) Alicization rising    | 刀剑神域12 Alicization Rising    | ISBN 978-986-325-785-1                                                                                  | 2014年2月4日                                                     | ISBN 978-7-5356-6680-2 | 2013年12月20日                      |
| 13       | Sword Art Online 刀劍神域 (13) Alicization dividing  | 刀剑神域13 Alicization Dividing  | ISBN 978-986-325-897-1                                                                                  | 2014年4月19日                                                    | ISBN 978-7-5340-3902-7 | 2014年7月15日                       |
| 14       | Sword Art Online 刀劍神域 (14) Alicization uniting   | 刀剑神域14 Alicization Uniting   | ISBN 978-986-366-179-5                                                                                  | 2014年11月6日                                                    | ISBN 978-7-5340-4011-5 | 2014年10月5日                       |
| 15       | Sword Art Online 刀劍神域 (15) Alicization invading  | 刀剑神域15 Alicization Invading  | ISBN 978-986-366-461-1                                                                                  | 2015年4月17日                                                    | ISBN 978-7-5340-4282-9 | 2015年4月5日                        |
| 16       | Sword Art Online 刀劍神域 (16) Alicization exploding | 刀剑神域16 Alicization Exploding | EAN 4712961070409（限定版） ISBN 978-986-366-911-1（普通版）                                            | 2016年2月4日（限定版） 2016年2月10日（普通版）                   | ISBN 978-7-5340-4810-4 | 2016年3月5日                        |
| 17       | Sword Art Online 刀劍神域 (17) Alicization awakening | 刀剑神域17 Alicization Awakening | ISBN 978-986-473-418-4                                                                                  | 2016年12月16日大大感謝祭300本首發 2016年12月19日                 | ISBN 978-7-5340-5257-6 | 2016年10月5日                       |
| 18       | Sword Art Online 刀劍神域 (18) Alicization lasting   | 刀剑神域18 Alicization Lasting   | ISBN 978-986-473-610-2                                                                                  | 2017年4月13日（限定版） 2017年4月27日（普通版）                  | ISBN 978-7-5340-5726-7 | 2017年4月20日                       |
| 19       | Sword Art Online 刀劍神域 (19) Moon cradle           | 刀剑神域19 Moon Cradle           | ISBN 978-957-564-006-4                                                                                  | 2018年2月7日                                                     | ISBN 978-7-5340-5933-9 | 2017年7月5日                        |
| 20       | Sword Art Online 刀劍神域 (20) Moon cradle           | 刀剑神域20 Moon Cradle           | ISBN 978-957-564-290-7                                                                                  | 2018年8月16日（限定版） 2018年8月27日（普通版)                   | ISBN 978-7-5340-6743-3 | 2018年5月20日                       |
| 21       | Sword Art Online 刀劍神域 (21) Unital ring Ⅰ         | 刀剑神域21 Unital Ring Ⅰ         | EAN 4713510133668（限定版） ISBN 978-957-743-216-2（普通版）                                            | 2019年9月5日                                                     | ISBN 978-7-5340-7571-1 | 2019年9月23日                       |
| 22       | Sword Art Online 刀劍神域 (22) Kiss and fly          | 刀剑神域22 Kiss and Fly          | ISBN 978-957-743-871-3                                                                                  | 2020年7月30日                                                    | ISBN 978-7-5340-8201-6 | 2020年7月1日                        |
| 23       | Sword Art Online 刀劍神域 (23) Unital ring Ⅱ         | 刀剑神域23 Unital Ring Ⅱ         | EAN 4713510137772（180万册突破纪念限定版） EAN 4713510137765（限定版） ISBN 978-986-524-169-8（普通版） | 2021年2月4日                                                     | ISBN 978-7-5340-8301-3 | 2020年9月20日                       |
| 24       | Sword Art Online 刀劍神域 (24) Unital ring Ⅲ         | 刀剑神域24 Unital Ring Ⅲ         | ISBN 978-986-524-614-3                                                                                  | 2021年7月29日                                                    | ISBN 978-7-5360-9401-7 | 2021年4月1日                        |
| 25       | Sword Art Online刀劍神域 (25) Unital ring IV         | 刀剑神域25 Unital Ring Ⅳ         | ISBN 978-626-321-588-7                                                                                  | 2022年7月28日                                                    | ISBN 978-7-5360-9473-4 | 2021年10月                          |
| 26       | Sword Art Online 刀劍神域 (26) Unital ring Ⅴ         | 刀剑神域26 Unital Ring V         | ISBN 978-626-352-160-5                                                                                  | 2023年1月27日                                                    | ISBN 978-7-5360-9981-4 | 2023年5月20日                       |
| 27       | Sword Art Online 刀劍神域 (27) Unital ring Ⅵ         | 刀剑神域27 Unital Ring Ⅵ         | ISBN 978-626-352-688-4                                                                                  | 2023年8月23日                                                    | ISBN 978-7-5749-0121-6 | 2024年4月1日                        |
| 28       | Sword Art Online 刀劍神域 (28) Unital ring Ⅶ         | 刀剑神域28 Unital Ring Ⅶ         | ISBN 978-626-415-375-1                                                                                  | 2025年3月26日                                                    | ISBN 978-7-5749-0563-4 | 2025年6月1日                        |
| （SAOP） |                                                      |                                  | |                                                                  |                        |                                     |
| 1        | Sword Art Online刀劍神域 Progressive (1)             | 刀剑神域 进击篇1                 | ISBN 978-986-366-044-6                                                                                  | 2014年8月7日                                                     | ISBN 978-7-5356-6646-8 | 2013年11月25日                      |
| 2        | Sword Art Online刀劍神域 Progressive (2)             | 刀剑神域 进击篇2                 | ISBN 978-986-366-307-2                                                                                  | 2015年2月10日（限定版，2月8日 C3HK首發） 2015年2月26日（普通版） | ISBN 978-7-5340-3977-5 | 2014年8月20日                       |
| 3        | Sword Art Online刀劍神域 Progressive (3)             | 刀剑神域 进击篇3                 | ISBN 978-986-366-604-2                                                                                  | 2015年8月6日                                                     | ISBN 978-7-5340-4363-5 | 2015年6月20日                       |
| 4        | Sword Art Online刀劍神域 Progressive (4)             | 刀剑神域 进击篇4                 | ISBN 978-986-473-293-7                                                                                  | 2016年9月14日（限定版） 2016年9月27日（普通版）                  | ISBN 978-7-5340-4914-9 | 2016年5月20日                       |
| 5        | Sword Art Online刀劍神域 Progressive (5)             | 刀剑神域 进击篇5                 | ISBN 978-957-564-619-6                                                                                  | 2018年12月12日                                                   | ISBN 978-7-5142-2457-3 | 2018年11月20日                      |
| 6        | Sword Art Online刀劍神域 Progressive (6)             | 刀剑神域 进击篇6                 | ISBN 978-957-564-985-2                                                                                  | 2019年6月12日                                                    | ISBN 978-7-5340-7310-6 | 2019年8月5日                        |
| 7        | Sword Art Online刀劍神域 Progressive (7)             | 刀剑神域 进击篇7                 | ISBN 978-626-321-107-0                                                                                  | 2022年2月10日                                                    | ISBN 978-7-5360-9807-7 | 2022年12月1日                       |
| 8        | Sword Art Online刀劍神域 Progressive (8)             | 刀剑神域 进击篇8                 | ISBN 978-626-321-959-5                                                                                  | 2022年11月23日                                                   | ISBN 978-7-5360-9823-7 | 2023年3月5日                        |
|          |                                                      |                                  | |                                                                  |                        |                                     |
| 1        | Sword Art Online刀劍神域外傳 Clover's regret         |                                  | ISBN 978-986-473-919-6                                                                                  | 2017年10月6日                                                    |                        |                                     |
| 2        | Sword Art Online刀劍神域外傳 Clover's regret 2       |                                  | ISBN 978-957-743-272-8                                                                                  | 2019年10月14日                                                   |                        |                                     |
| 3        | Sword Art Online刀劍神域外傳 Clover's regret 3       |                                  | ISBN 978-957-743-814-0                                                                                  | 2020年6月15日                                                    |                        |                                     |

#### 短篇小說
| 日文標題 | 繁體版譯名                               | 簡體版譯名             | 出版資訊   | 備註                                              |
| -------- | ---------------------------------------- | ---------------------- | ---------- | ------------------------------------------------- |
|          | Sword Art Online刀劍神域 The day before  |                        | 2012年10月 | 動畫第1季第1卷BD特典，之後收錄為第22卷第1章。     |
|          | Sword Art Online刀劍神域 The day after   |                        | 2013年6月  | 動畫第1季第9卷BD特典，之後收錄為第22卷第2章。     |
|          | Sword Art Online刀劍神域 彩虹橋          |                        | 2014年4月  | 動畫Extra Edition BD特典，之後收錄為第22卷第3章。 |
|          |                                          |                        | 2015年2月  |                                                   |
|          | Sword Art Online刀劍神域 Sisters' Prayer |                        | 2015年6月  | 動畫第2季第9卷BD特典，之後收錄為第22卷第4章。     |
|          |                                          | 刀劍神域 Hopeful Chant | 2017年3月  |                                                   |
|          |                                          |                        | 2017年9月  |                                                   |
|          |                                          |                        | 2019年1月  |                                                   |
|          |                                          |                        | 2019年8月  |                                                   |
|          |                                          |                        | 2021年11月 |                                                   |

### 同人志
川原砾在《刀剑神域》正式出版前后以「九里史生」名义在网络和线下展会发布的纸质版番外短篇和早期设定。
刀剑神域 Material Edition：Remix
作者：川原砾 漫画：山田孝太郎 封面：abec

### 漫畫
刀劍神域
作者：中村貯子
於「電擊文庫MAGAZINE」2010年9月號到2012年5月號間連載。
| 卷數 | ASCII Media Works | ASCII Media Works      |
| 卷數 | 發售日期          | ISBN                   |
| ---- | ----------------- | ---------------------- |
| 1    | 2012年9月27日     | ISBN 978-4-04-886906-5 |
| 2    | 2012年9月27日     | ISBN 978-4-04-886907-2 |

刀劍神域 Progressive
作畫：比村奇石
於「電撃G's Magazine」2013年8月號至2014年5月號連載，之後於2014年6月號開始改到電撃G's Comic雜誌上刊載，並於2018年4月號結束連載。
內容相當於小說版Progressive的第1、2卷。描述SAO初期桐人和亞絲娜於艾恩葛朗特第1至3層的故事劇情。
| 卷數 | ASCII Media Works | ASCII Media Works                | 台灣角川       | 台灣角川               |
| 卷數 | 發售日期          | ISBN                             | 發售日期       | ISBN                   |
| ---- | ----------------- | -------------------------------- | -------------- | ---------------------- |
| 1    | 2014年2月8日      | ISBN 978-4-04-866061-7（特裝版） | 2015年6月12日  | ISBN 978-986-366-521-2 |
| 1    | 2014年2月27日     | ISBN 978-4-04-866011-2（通常版） | 2015年6月12日  | ISBN 978-986-366-521-2 |
| 2    | 2014年7月9日      | ISBN 978-4-04-866705-0           | 2015年8月13日  | ISBN 978-986-366-681-3 |
| 3    | 2014年12月10日    | ISBN 978-4-04-869085-0           | 2015年12月9日  | ISBN 978-986-366-884-8 |
| 4    | 2015年8月10日     | ISBN 978-4-04-865304-6           | 2016年10月13日 | ISBN 978-986-473-341-5 |
| 5    | 2016年7月9日      | ISBN 978-4-04-892222-7           | 2017年11月8日  | ISBN 978-986-473-964-6 |
| 6    | 2017年6月9日      | ISBN 978-4-04-892922-6           | 2018年8月9日   | ISBN 978-957-564-366-9 |
| 7    | 2018年5月10日     | ISBN 978-4-04-893852-5           | 2019年4月3日   | ISBN 978-957-564-871-8 |

刀劍神域 Progressive 泡影的船歌
作者：三吉汐美
內容相當於小說版Progressive的第3卷。描述SAO初期桐人和亞絲娜於艾恩葛朗特第4層的故事劇情。
| 卷數 | ASCII Media Works | ASCII Media Works      |
| 卷數 | 發售日期          | ISBN                   |
| ---- | ----------------- | ---------------------- |
| 1    | 2018年12月10日    | ISBN 978-4-04-912230-5 |
| 2    | 2020年1月10日     | ISBN 978-4-04-912988-5 |

刀劍神域 Progressive 陰沉薄暮的詼諧曲
作者：ぷよちゃ
內容相當於小說版Progressive的第4卷。描述SAO初期桐人和亞絲娜於艾恩葛朗特第5層的故事劇情。
| 卷數 | ASCII Media Works | ASCII Media Works      | 台湾角川     | 台湾角川               |
| 卷數 | 发售日期          | ISBN                   | 发售日期     | ISBN                   |
| ---- | ----------------- | ---------------------- | ------------ | ---------------------- |
| 1    | 2020年10月26日    | ISBN 978-4-04-913501-5 | 2022年6月9日 | ISBN 978-626-321-536-8 |
| 2    | 2021年6月25日     | ISBN 978-4-04-913842-9 | 2022年9月8日 | ISBN 978-626-321-800-0 |
| 3    | 2022年1月27日     | ISBN 978-4-04-914240-2 | 2022年9月8日 | ISBN 978-626-321-801-7 |

刀劍神域 妖精之舞
作者：葉月翼
於「電擊文庫MAGAZINE」2012年5月號開始連載。
| 卷數 | ASCII Media Works | ASCII Media Works      | 台灣角川      | 台灣角川               |
| 卷數 | 發售日期          | ISBN                   | 發售日期      | ISBN                   |
| ---- | ----------------- | ---------------------- | ------------- | ---------------------- |
| 1    | 2012年10月27日    | ISBN 978-4-04-886976-8 | 2014年4月25日 | ISBN 978-986-325-923-7 |
| 2    | 2013年8月27日     | ISBN 978-4-04-891911-1 | 2014年9月18日 | ISBN 978-986-366-140-5 |
| 3    | 2014年6月27日     | ISBN 978-4-04-866685-5 | 2015年4月15日 | ISBN 978-986-366-452-9 |

刀劍神域 幽靈子彈
作者：山田孝太郎
於「電擊文庫MAGAZINE」2014年5月號刊載第一章後於Comic Walker網站開始連載。
| 卷數 | ASCII Media Works | ASCII Media Works      | 台灣角川      | 台灣角川               |
| 卷數 | 發售日期          | ISBN                   | 發售日期      | ISBN                   |
| ---- | ----------------- | ---------------------- | ------------- | ---------------------- |
| 1    | 2014年9月10日     | ISBN 978-4-04-866926-9 | 2015年7月23日 | ISBN 978-986-366-642-4 |
| 2    | 2015年9月10日     | ISBN 978-4-04-865315-2 | 2016年8月8日  | ISBN 978-986-473-267-8 |
| 3    | 2016年9月10日     | ISBN 978-4-04-892435-1 | 2018年2月7日  | ISBN 978-957-564-051-4 |
| 4    | 2022年2月26日     | ISBN 978-4-04-914247-1 |               |                        |

刀劍神域 聖劍
作者：木谷椎
於2014年9月號開始在電撃G's Comic上連載。
| 卷數 | ASCII Media Works | ASCII Media Works       | 台灣角川      | 台灣角川               |
| 卷數 | 發售日期          | ISBN                    | 發售日期      | ISBN                   |
| ---- | ----------------- | ----------------------- | ------------- | ---------------------- |
| 1    | 2015年8月10日     | ISBN 978-4-04-865-303-9 | 2017年6月15日 | ISBN 978-986-473-754-3 |

刀劍神域 聖母聖詠
作者：葉月翼
於「電擊文庫MAGAZINE」2014年7月號開始連載。
| 卷數 | ASCII Media Works | ASCII Media Works      | 台灣角川       | 台灣角川               |
| 卷數 | 發售日期          | ISBN                   | 發售日期       | ISBN                   |
| ---- | ----------------- | ---------------------- | -------------- | ---------------------- |
| 1    | 2014年12月10日    | ISBN 978-4-04-869156-7 | 2015年10月14日 | ISBN 978-986-366-781-0 |
| 2    | 2015年8月10日     | ISBN 978-4-04-865316-9 | 2016年5月19日  | ISBN 978-986-473-114-5 |
| 3    | 2016年6月9日      | ISBN 978-4-04-892109-1 | 2017年4月19日  | ISBN 978-986-473-616-4 |

刀劍神域 Project Alicization
作者：山田孝太郎
| 卷數 | KADOKAWA       | KADOKAWA               | 台灣角川      | 台灣角川               | 天闻角川      | 天闻角川               |
| 卷數 | 發售日期       | ISBN                   | 發售日期      | ISBN                   | 發售日期      | ISBN                   |
| ---- | -------------- | ---------------------- | ------------- | ---------------------- | ------------- | ---------------------- |
| 1    | 2017年10月7日  | ISBN 978-4-04-893481-7 | 2018年9月27日 | ISBN 978-957-564-447-5 | 2021年7月20日 | ISBN 978-7-5410-9824-6 |
| 2    | 2018年10月10日 | ISBN 978-4-04-912095-0 | 2019年9月5日  | ISBN 978-957-743-241-4 | 2021年7月20日 | ISBN 978-7-5410-9824-6 |
| 3    | 2019年8月10日  | ISBN 978-4-04-912788-1 | 2020年12月7日 | ISBN 978-986-524-116-2 | 2022年1月     | ISBN 978-7-5410-9964-9 |
| 4    | 2020年8月26日  | ISBN 978-4-04-913388-2 | 2022年1月10日 | ISBN 978-626-321-126-1 | 2022年1月     | ISBN 978-7-5410-9964-9 |
| 5    | 2021年8月27日  | ISBN 978-4-04-913914-3 | 2023年1月18日 | ISBN 978-626-352-146-9 | 2023年6月20日 | ISBN 978-7-5140-2553-8 |

小刀劍神域
作者：南十字星
於「電擊文庫MAGAZINE」2010年9月號開始連載的四格漫畫，故事內容與本篇沒有直接關連。
| 卷數 | ASCII Media Works | ASCII Media Works      | 台灣角川      | 台灣角川               |
| 卷數 | 發售日期          | ISBN                   | 發售日期      | ISBN                   |
| ---- | ----------------- | ---------------------- | ------------- | ---------------------- |
| 1    | 2012年9月27日     | ISBN 978-4-04-886905-8 | 2014年2月14日 | ISBN 978-986-325-810-0 |
| 2    | 2014年8月26日     | ISBN 978-4-04-886925-2 | 2015年4月15日 | ISBN 978-986-366-436-9 |
| 3    | 2016年9月27日     | ISBN 978-4-04-892397-2 | 2017年9月6日  | ISBN 978-986-473-884-7 |

刀劍神域 女孩任務
作畫：猫猫 猫
於「電擊文庫MAGAZINE」2013年7月號開始連載。劇情背景是新生ALO。
| 卷數 | ASCII Media Works | ASCII Media Works      | 台灣角川       | 台灣角川               |
| 卷數 | 發售日期          | ISBN                   | 發售日期       | ISBN                   |
| ---- | ----------------- | ---------------------- | -------------- | ---------------------- |
| 1    | 2014年7月9日      | ISBN 978-4-04-866686-2 | 2015年5月16日  | ISBN 978-986-366-493-2 |
| 2    | 2015年4月10日     | ISBN 978-4-04-865089-2 | 2015年11月18日 | ISBN 978-986-366-827-5 |
| 3    | 2016年5月10日     | ISBN 978-4-04-892104-6 | 2017年7月6日   | ISBN 978-986-473-821-2 |
| 4    | 2017年2月10日     | ISBN 978-4-04-892688-1 | 2018年3月19日  | ISBN 978-957-564-106-1 |
| 5    | 2018年2月10日     | ISBN 978-4-04-893650-7 | 2018年12月17日 | ISBN 978-957-564-656-1 |
| 6    | 2019年2月9日      | ISBN 978-4-04-912387-6 | 2019年11月13日 | ISBN 978-957-743-359-6 |
| 7    | 2020年8月26日     | ISBN 978-4-04-913365-3 | 2021年10月12日 | ISBN 978-986-524-865-9 |
| 8    | 2021年5月27日     | ISBN 978-4-04-913818-4 | 2022年8月18日  | ISBN 978-626-321-685-3 |

刀劍神域官方四格漫畫選集
| 卷數 | ASCII Media Works | ASCII Media Works      |
| 卷數 | 發售日期          | ISBN                   |
| ---- | ----------------- | ---------------------- |
| 1    | 2012年10月27日    | ISBN 978-4-04-891108-5 |
| 2    | 2013年2月27日     | ISBN 978-4-04-891445-1 |
| 3    | 2013年8月27日     | ISBN 978-4-04-891834-3 |

刀劍神域漫畫選集
| 卷數 | ASCII Media Works | ASCII Media Works      |
| 卷數 | 發售日期          | ISBN                   |
| ---- | ----------------- | ---------------------- |
| 1    | 2013年5月27日     | ISBN 978-4-04-891574-8 |
| 2    | 2014年5月27日     | ISBN 978-4-04-866489-9 |

刀劍神域 桐人的一千零一夜
作者：黑毛和牛
以《刀劍神域 虛空斷章》為基礎，聚焦在陪睡劇情的搞笑漫畫。
| 卷數 | ASCII Media Works | ASCII Media Works      | 台灣角川      | 台灣角川               |
| 卷數 | 發售日期          | ISBN                   | 發售日期      | ISBN                   |
| ---- | ----------------- | ---------------------- | ------------- | ---------------------- |
| 1    | 2017年3月10日     | ISBN 978-4-04-892723-9 | 2018年12月5日 | ISBN 978-957-564-635-6 |

刀劍神域 電擊Comic精選 1 彼と剣と彼女と恋と。
作者：あいらんど、飯田ぽち。
| 卷數 | ASCII Media Works | ASCII Media Works      |
| 卷數 | 發售日期          | ISBN                   |
| ---- | ----------------- | ---------------------- |
| 1    | 2017年6月9日      | ISBN 978-4-04-892926-4 |

刀劍神域 電擊Comic精選 2 やっぱりキミが好き。
作者：虎助遙人、堂本裕貴、他
| 卷數 | ASCII Media Works | ASCII Media Works      |
| 卷數 | 發售日期          | ISBN                   |
| ---- | ----------------- | ---------------------- |
| 1    | 2017年10月7日     | ISBN 978-4-04-893382-7 |

刀劍神域 公式Comic精選 1 -if-
作者：うおぬまゆう、やんだま 他
| 卷數 | ASCII Media Works | ASCII Media Works      |
| 卷數 | 發售日期          | ISBN                   |
| ---- | ----------------- | ---------------------- |
| 1    | 2018年3月10日     | ISBN 978-4-04-893773-3 |

刀劍神域 公式Comic精選 2-if-
作者：堂本裕貴、しゃあ、他
| 卷數 | ASCII Media Works | ASCII Media Works      |
| 卷數 | 發售日期          | ISBN                   |
| ---- | ----------------- | ---------------------- |
| 1    | 2018年8月9日      | ISBN 978-4-04-893985-0 |

刀劍神域 桐人的一千零一夜騷動
作者：黑毛和牛
| 卷數 | ASCII Media Works | ASCII Media Works      | 台灣角川     | 台灣角川               |
| 卷數 | 發售日期          | ISBN                   | 發售日期     | ISBN                   |
| ---- | ----------------- | ---------------------- | ------------ | ---------------------- |
| 1    | 2019年2月9日      | ISBN 978-4-04-912348-7 | 2020年4月8日 | ISBN 978-957-743-664-1 |

刀劍神域 Kiss and fly
作者：べっこうリコ
內容相當於收錄於22卷的4本動畫BD特典短篇小說。
第1卷爲《The day before》、《The day after》、《彩虹橋》（虹の橋）。
第2卷爲《彩虹橋》（虹の橋）、《Sister's Prayer》。
第3卷爲《Sister's Prayer》。
| 卷數 | ASCII Media Works | ASCII Media Works      | 台灣角川      | 台灣角川               |
| 卷數 | 發售日期          | ISBN                   | 發售日期      | ISBN                   |
| ---- | ----------------- | ---------------------- | ------------- | ---------------------- |
| 1    | 2020年3月10日     | ISBN 978-4-04-913106-2 | 2021年8月11日 | ISBN 978-986-524-696-9 |
| 2    | 2022年11月10日    | ISBN 978-4-04-914717-9 | 2023年7月6日  | ISBN 978-626-352-705-8 |
| 3    | 2023年7月10日     | ISBN 978-4-04-915178-7 | 2024年4月11日 | ISBN 978-626-378-820-6 |

## 遊戲
刀劍神域 End World（Sword Art Online: End World）
平台：GREE的手機網頁遊戲（使用手機掃描網站的QR條碼，得以載入遊戲）
類型：RPG
刀劍神域 Code Register
平台：Android、iOS
製作公司：萬代南夢宮遊戲
推出日期：2014年11月29日
終止營運：2018年8月30日
刀劍神域 Progress Link
平台：夢寶谷，支援Android、iOS
推出日期：2015年2月9日
刀劍神域 導演典藏版（Sword Art Online Game Director's Edition）
平台：PS4
類型：RPG
發行公司：萬代南夢宮娛樂
製作公司：萬代南夢宮娛樂
發售日期：2015年11月19日
作品簡介：本作包含以高畫質方式移植的《刀劍神域 Lost Song》實體光碟，以及配合PS4硬體來強化貼圖與解析度等3D畫面呈現的《刀劍神域 虛空斷章》導演剪輯版《刀劍神域 Re:虛空斷章》的下載序號，並額外追加以「網路多人模式」為首的眾多全新要素。
刀劍神域 黑衣劍士
平台：Android、iOS
發行公司：北京云畅游戏科技
製作公司：北京云畅游戏科技（萬代南夢宮授權）
發售日期： 2016年5月11日（封測）、2016年5月11日（公測/正式）
刀劍神域 記憶重組（Sword Art Online: Memory Defrag）
平台：Android、iOS
類型：RPG
發行公司：萬代南夢宮娛樂
製作公司：萬代南夢宮娛樂
發售日期： 2016年8月29日（日文版）、 2017年1月24日（正體中文、國際英文）、2017年7月20日（韓文版）
刀劍神域 關鍵鬥士（Sword Art Online: Integral Factor）
平台：Android、iOS
類型：RPG
發行公司：萬代南夢宮娛樂
製作公司：萬代南夢宮娛樂
發售日期： 2017年11月29日、 2018年3月25日（正體中文、國際英文）、2018年3月25日（韓文版）
作品簡介：以SAO時期為背景，玩家自己要與搭檔破除這個遊戲。共100層，目前已開發至第81層(第15-19、24、26、28-30-34、36-39、41-46、49、51-54、56-60、62-67、69-73、76、78-80層跳過)。
新增主要原創角色：小春（Koharu，聲：小澤亜李（日本））
刀劍神域 Unleash Blading（Sword Art Online: Unleash Blading）
平台：Android、iOS
類型：RPG
發行公司：萬代南夢宮娛樂
製作公司：Wright Flyer Studios
發售日期： 2019年11月20日、 2019年11月20日（正體中文、國際英文）
作品簡介：發行時為《刀劍神域 Alicization Rising Steel》（ソードアート・オンライン アリシゼーション・ブレイディング，即，日語版以外均改作），2021年10月30日更新時改為《刀劍神域 Unleash Blading》。
新增主要原創角色：伊迪絲・辛賽西斯・潭（聲：花澤香菜）
刀劍神域 彼岸遊境（Sword Art Online: Alicization Lycoris）
平台：PS4、Xbox One、PC（Steam）
類型：RPG
發行公司：萬代南夢宮娛樂
製作公司：AQURIA
發售日期：2020年7月9日（PS4、Xbox One）、2020年7月10日（Steam）、2022年9月29日（Nintendo Switch）
新增主要原創角色：梅蒂娜・奧爾堤那諾斯（聲：岡咲美保）
刀劍神域 黑衣劍士：王牌
平台：Android、iOS
類型：RPG
製作公司：愷英網絡
發售日期： 2021年6月9日（公測）
作品簡介：刀劍神域 關鍵鬥士 中國大陸版。
刀劍神域 火線爭戰（Sword Art Online Variant Showdown）
平台：Android、iOS
類型：動作遊戲
發行公司：萬代南夢宮娛樂
製作公司：萬代南夢宮娛樂
發售日期：
作品簡介：
新增主要原創角色：萊拉（聲：上坂堇）
刀劍神域 異絆集結（Sword Art Online: LAST RECOLLECTION）
平台：PS5、PS4、Xbox Series X/S、Xbox One、PC（Steam）
類型：RPG
發行公司：萬代南夢宮娛樂
製作公司：萬代南夢宮娛樂
發售日期：2023年10月5日（PS5、PS4、Xbox Series X｜S）、2023年10月6日（Steam）
新增主要原創角色：桃樂絲·以賽亞·厄禮攝巴（聲：佐藤利奈）
刀劍神域 碎夢邊境（Sword Art Online: Fractured Daydream）
平台：PS5、Xbox Series X/S、Switch、PC（Steam）
類型：RPG
發行公司：萬代南夢宮娛樂
製作公司：萬代南夢宮娛樂
發售日期：2024年（PS5／Xbox Series X|S／Switch／Steam）

## 真人電視劇
2016年8月，天空之舞電視公司從角川買下了《刀劍神域》的真人電視劇改編權。《隔離島》的編劇莉塔·卡羅格里迪斯被聘為試播集撰寫劇本，《不可能的任務：失控國度》的監製大衛·艾里森、達娜·高伯格與《曼哈頓計劃》的執行製片人梅西·羅斯則共同作為執行製片人。天空之舞還打算推出一款《刀劍神域》的VR體驗。2018年2月，據報導引述，該劇由Netflix預定製作。

## 評價與獲獎
截至2014年7月，此作品在世界各地以日文、中文、韓文、泰文以及英文刊印了超過一千四百萬冊，其中日文版印量已過千萬，簡體中文版至2013年11月已售出逾200萬冊，繁體中文版銷量至2014年2月已售出逾110萬冊、2020年底銷售量突破180萬冊。，而英文版在2014年4月推出第一卷後即登上美國Nielsen BookScan的每周科幻小說銷量排行榜第一位， 並於四個月內售出超過三萬冊而被當地出版社副總裁形容為「難以計量的成功」。同時，其法文版、德文版、意大利文版和越南文版亦在籌劃當中。
在《這本輕小說真厲害！》的年度排名裡，除出版首年的《2010》外，每年均入選前十名。在《2012》、《2013》連續獲得第一，是《這本輕小說真厲害！》上首部二連霸的作品。2015年《這本WEB小說真厲害！》票選排名第三名。
因10年代十年作品榜取得第一位而於2020年入選殿堂。之后便不参加评比。
| 書名                       | 年度作品 | 年度男性角色   | 年度女性角色                    | 參考資料 |
| -------------------------- | -------- | -------------- | ------------------------------- | -------- |
| 《這本輕小說真厲害！2010》 | 第十四名 |                |                                 | [ 35 ]   |
| 《這本輕小說真厲害！2011》 | 第四名   | 第三名（桐人） | 第六名（亞絲娜）                | [ 36 ]   |
| 《這本輕小說真厲害！2012》 | 第一名   | 第一名（桐人） | 第二名（亞絲娜）                | [ 37 ]   |
| 《這本輕小說真厲害！2013》 | 第一名   | 第一名（桐人） | 第二名（亞絲娜） 第七名（詩乃） | [ 38 ]   |
| 《這本輕小說真厲害！2014》 | 第五名   | 第三名（桐人） | 第三名（亞絲娜） 第八名（詩乃） | [ 39 ]   |
| 《這本輕小說真厲害！2015》 | 第二名   | 第三名（桐人） | 第四名（亞絲娜） 第七名（詩乃） | [ 40 ]   |
| 《這本輕小說真厲害！2016》 | 第二名   | 第二名（桐人） | 第四名（亞絲娜）                | [ 41 ]   |
| 《這本輕小說真厲害！2017》 | 第四名   | 第二名（桐人） | 第四名（亞絲娜）                | [ 42 ]   |
| 《這本輕小說真厲害！2018》 | 第五名   | 第一名（桐人） | 第三名（亞絲娜）                | [ 43 ]   |
| 《這本輕小說真厲害！2019》 | 第十名   | 第三名（桐人） | 第三名（亞絲娜）                | [ 44 ]   |
| 《這本輕小說真厲害！2020》 | 未參加   | 第五名（桐人） |                                 |          |
| 《這本輕小說真厲害！2021》 | 未參加   |                |                                 |          |

在讀賣新聞社主辦的SUGOI JAPAN Award 2015「最想向海外介紹的日本流行文化」評選中獲得輕小說部門第2名。
但作品在歐美地區或高年齡層的客群間卻不流行，川原礫本人都因此表示「後宮動畫沒辦法立足於全世界」、「歐美不歡迎大男人主義」。
在網路版的Alicization Underworld大戰篇中，中韓玩家登入Underworld時對日本玩家喊嚷著「小日本」、「殺人魔」等詞彙，而讓主角方的利茲回應「與現今的日本無關」，後來被少數中日韓網友抨擊有意挑釁二戰情緒，而將此對話刪除。在收錄的文庫版第17卷澄清說是設計成「為了提供反思當時網遊界排斥海外玩家的契機」，而設計這樣的劇情，但反而起到了煽動排外情緒的影響，覺得很丟臉。雖然考慮過將劇情徹底改寫，但又覺得這像是在逃避、因此主要劇情並無刪動，結果就只刪除敏感對話。

## 註解
1. ↑  台灣角川將標題翻譯爲「Sword Art Online刀劍神域」，而天聞角川則翻譯爲「刀剑神域」。
2. ↑  见小說第1卷後記。
3. ↑  刀劍神域小說第6卷後記。
4. ↑  原作第二卷，第八卷圈内事件，部分網路短篇（ME）（漫畫攻略者們部分（收錄于 Sword Art Online Material Edition:Remix））與Progressive第一卷無星之夜的詠嘆調部分。
5. ↑  在日語原文中，和唸法同為「Asuna」。中譯版則因地區而有差異。台灣角川將遊戲角色名音譯作「亞絲娜」，但本名保留漢字「明日奈」。香港則是遊戲角色名和本名都翻成「明日奈」，僅以「亞絲娜」作暱稱。
6. ↑  香港的本作顧問團認為，統一翻作「明日奈」才是正確的譯法，台灣角川的譯法會導致劇情矛盾，因劇情裏有多處地方，表明女主角以真名進入遊戲，或遊戲角色名字與真名一樣。最後他們僅因避免「群情洶湧」和面對「其他方面」的壓力，而修改少部份對白，借桐人在首層頭目戰中看到「Asuna」這拼寫就衝口而出依音直讀一事，保留「亞絲娜」作相熟朋友對她的暱稱，和以「閃光的亞絲娜」作為流傳的外號。[12]
7. ↑  《2017》開始分為「文庫」和「單行本－小說」兩部門，本作屬文庫部門。

## 外部連結
系列作品官方網站
- SAO刀劍神域 繁體中文官方網站 （页面存档备份，存于）（繁體中文）
- SAO刀劍神域 美國官方網站 （页面存档备份，存于）
- SAO刀劍神域 TV動畫官方網站 （页面存档备份，存于）
- SAO刀劍神域 遊戲官方網站 （页面存档备份，存于）
- 《刀劍神域》美國官方的Facebook專頁
- 《刀劍神域》美國官方的X（前Twitter）
- 《刀劍神域》日本官方的X（前Twitter）

小說
- 作者個人網站（页面存档备份，存于）（日語）
- 《刀劍神域》KADOKAWA官網（页面存档备份，存于）（日語）
- 《刀劍神域》電擊文庫官網（页面存档备份，存于）（日語）

漫畫
- ComicWalker 川原礫作品（页面存档备份，存于）（日語）

遊戲
- 《刀劍神域》遊戲官方的Facebook專頁
- 《刀劍神域》遊戲官方的X（前Twitter）
- YouTube上的遊戲官方頻道
- 《刀劍神域 記憶重組》遊戲官網（页面存档备份，存于）（日語）
- 《刀劍神域 Arcade》手機遊戲官網（页面存档备份，存于）（日語）
- 《刀劍神域 彼岸遊境》PS4遊戲官網（页面存档备份，存于）（日語）